# Cerros del Aguacate
Els Cerros del Aguacate són unes muntanyes de Costa Rica que formen els últims contraforts de la serralada volcànica i tanquen la Meseta Central. Situats a la part sud-occidental de la província d'Alajuela, entre els cantons de San Mateo i Atenas, són rics en mines d'or, que s'exploten amb intensitat, tasca realitzada gràcies a la facilitat de construcció de sengles i fins i tot carreteres nacionals, atès que les muntanyes no són rocoses. La seva màxima elevació correspon al Turó de San Antonio, de 1259 m sobre el mar.